# 5584 Izenberg
5584 Izenberg è un asteroide della fascia principale. Scoperto nel 1989, presenta un'orbita caratterizzata da un semiasse maggiore pari a 2,6709057 UA e da un'eccentricità di 0,1264022, inclinata di 12,83936° rispetto all'eclittica.